# Bajany
Bajany – wieś (obec) na Słowacji położona w kraju koszyckim, w powiecie Michalovce. Pierwsze wzmianki o miejscowości pochodzą z roku 1370. 
Według danych z dnia 31 grudnia 2012, wieś zamieszkiwały 484 osoby, w tym 250 kobiet i 234 mężczyzn.
W 2001 roku rozkład populacji względem narodowości i przynależności etnicznej wyglądał następująco:
- Słowacy – 84,83%
- Romowie – 2,06%
- Ukraińcy – 0,56%
- Węgrzy – 12,17%

Ze względu na wyznawaną religię struktura mieszkańców kształtowała się w 2001 roku następująco:
- Katolicy rzymscy – 42,32%
- Grekokatolicy – 21,72%
- Ewangelicy – 0,37%
- Ateiści – 1,31%
- Nie podano – 0,56%